# Doppio foglietto fosfolipidico

Sezione di un doppio strato lipidico costituito totalmente da fosfatidilcolina

Il doppio foglietto fosfolipidico (chiamato anche con il termine spurio dall'inglese di bilayer fosfolipidico) è una particolare struttura biologica costituita da due strati di fosfolipidi disposti con polarità opposta.
I due fogli fosfolipidici sono disposti in maniera tale da avere una fascia interna rappresentata dalle code idrofobiche di acidi grassi dei fosfolipidi e da due superfici (fasce esterne) rappresentate dalle teste idrofile dei fosfolipidi. Tale struttura è particolarmente presente nelle cellule, dove rappresenta la maggior parte della massa della membrana.
I fosfolipidi sono caratterizzati da una bassissima concentrazione micellare critica che consente di mantenere stati di aggregazione anche in presenza di una concentrazione di monomeri in soluzione molto bassa. Il motivo di tale comportamento è dovuto  al valore di energia libera per fosfolipide negli aggregati, che risulta minore rispetto alla configurazione a singolo fosfolipide, dove non è possibile evitare il contatto tra le code idrofobiche e l'acqua. L'effetto netto è una forza attrattiva fra le teste polari (che a causa di fenomeni sterici e della presenza di cariche locali dovrebbero invece respingersi), e la formazione di agglomerati che riducono l'interfaccia tra le code idrofobiche e il solvente acquoso.